# پل رابینسون (بازیکن فوتبال، زاده ۱۹۷۹)
پل ویلیام رابینسون (انگلیسی: Paul William Robinson؛ زادهٔ ۱۵ اکتبر ۱۹۷۹) بازیکن فوتبال پیشین اهل انگلستان است؛ که سابقهٔ بازی در تیم ملی فوتبال انگلستان را در کارنامهٔ خود دارد. وی در تاریخ ۱۲ فوریه ۲۰۰۳ نخستین بازی ملی خود را در مقابل تیم ملی فوتبال استرالیا انجام داد و با حضور در ۴۱ بازی ملی، در تاریخ ۱۷ اکتبر ۲۰۰۷ واپسین بازی ملی‌اش را در برابر تیم ملی فوتبال روسیه برگزار کرد.